# Плавунець широкий
Плавуне́ць широ́кий (Dytiscus latissimus) — вид комах з родини плавунцевих (Dytiscidae). Один з 17 видів роду, поширених у Палеарктиці. В Україні один з 6 видів роду. Раритетний вид, занесений до Червоної книги України та ряду інших природоохоронних документів.

## Опис
Тіло широке, велике, завдовжки 36–44 мм. Забарвлення зеленувато-буре, з жовтими ротовими органами, плямами на лобі та широкою облямівкою навколо передньоспинки та надкрил. Боковий край надкрил розпластаний у вигляді тонкої гострої пластинки. Надкрила в зморшках.

## Поширення
Ареал охоплює всю Європу, Північний Казахстан та Західний Сибір. 
В Україні поширений у лісовій смузі, на півночі лісостепової зони (південна межа ареалу), Закарпатті. Зустрічається нечасто, відомі поодинокі особини.

## Особливості біології
Зимують тільки дорослі жуки. Парування та відкладання яєць відбувається переважно весною. Личинки проходять ІІІ віки (періоди по 5–20 днів кожний). Лялечка розвивається до 20–30 днів. Після виходу з лялечки жуки залишаються в печерках ще декілька днів. Імаго живе до 1 року, іноді довше. Зустрічається в великих стоячих (зрідка проточних) водоймах. Активний хижак. Передньогрудні залози комахи виділяють їдкий секрет в разі небезпеки, тому їх уникають інші хижаки.

## Охорона
Раритетний вид комах, занесений до Червоної книги України (охоронна категорія: недостатньо відомий вид), а також до Червоного списку МСОП (вразливий вид) , Європейського Червоного списку (зникаючий вид), Бернської конвенції (Додаток ІІ: види, що потребують особливої охорони) та Резолюції 6 (види, що потребують спеціальних заходів збереження їхніх оселищ) цієї ж конвенції. Крім того, вид охороняється Директивою Європейського Союзу 92/43/ЄС «Про збереження природних оселищ та видів природної фауни і флори» (Додаток II. Види рослин і тварин, що становлять особливий інтерес для Європейського Союзу, збереження яких потребує створення територій особливої охорони. Додаток IV. Види рослин і тварин, що становлять особливий інтерес для Європейського Союзу, які потребують суворих заходів охорони).
Загрози: порушення гідрологічного режиму водойм, їх забруднення промисловими відходами.